# 提爾曼斯角 (阿拉巴馬州)
提爾曼斯角（英語：Tillmans Corner）是一個位於美國阿拉巴馬州莫比爾縣的非建制地區和人口普查指定地區。根據2010年美國人口普查，該地人口為17398人，而該地的面積約為33.70平方千米。

## 地理
提爾曼斯角的座標為30°35′20″N 88°11′52″W / 30.58889°N 88.19778°W，而該地最高點為海拔高度25米（即82英尺）。